# Playa de Bolonia
La playa de Bolonia está ubicada en el término municipal de Tarifa, en la comarca del Campo de Gibraltar (provincia de Cádiz, Andalucía, España) y frente a la ciudad marroquí de Tánger. La playa tiene gran afluencia de turistas en verano.

## Descripción

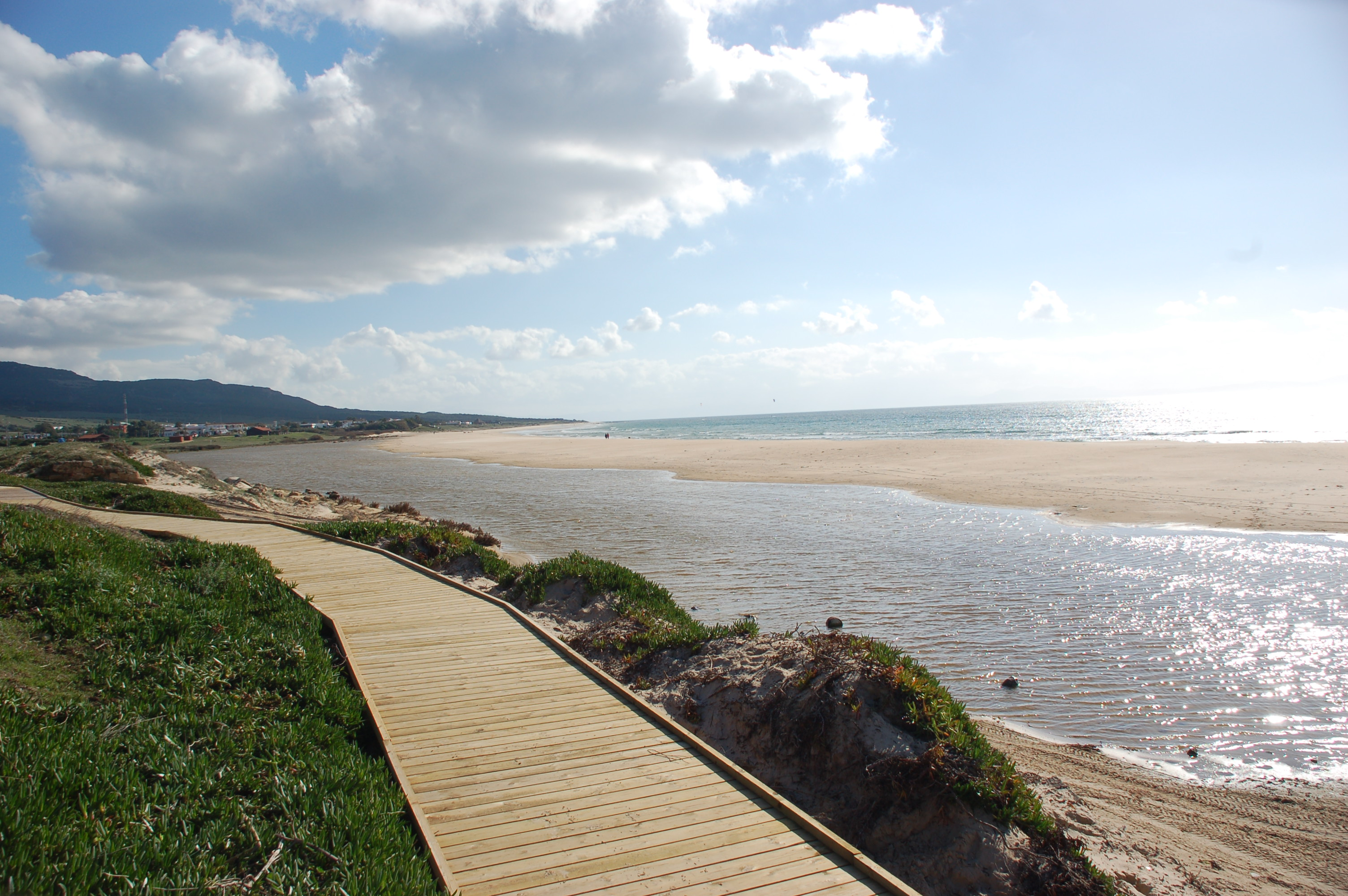
Playa.

Está limitada al oeste por punta Camarinal y al este por punta Paloma; en el interior está bordeada por la sierra de La Plata, la sierra de la Higuera y la loma San Bartolomé.
Cuenta con una longitud de 3800 metros y una anchura media de 70 metros. Es una de las pocas playas vírgenes con atunes que se pueden encontrar en el sur de la península ibérica. La escasa ocupación humana del área circundante ha propiciado su conservación, pues sólo existe un pequeño núcleo poblacional.
En su extremo oriental se encuentran unas piscinas naturales a las que solo se puede llegar a pie

## Ciudad romana

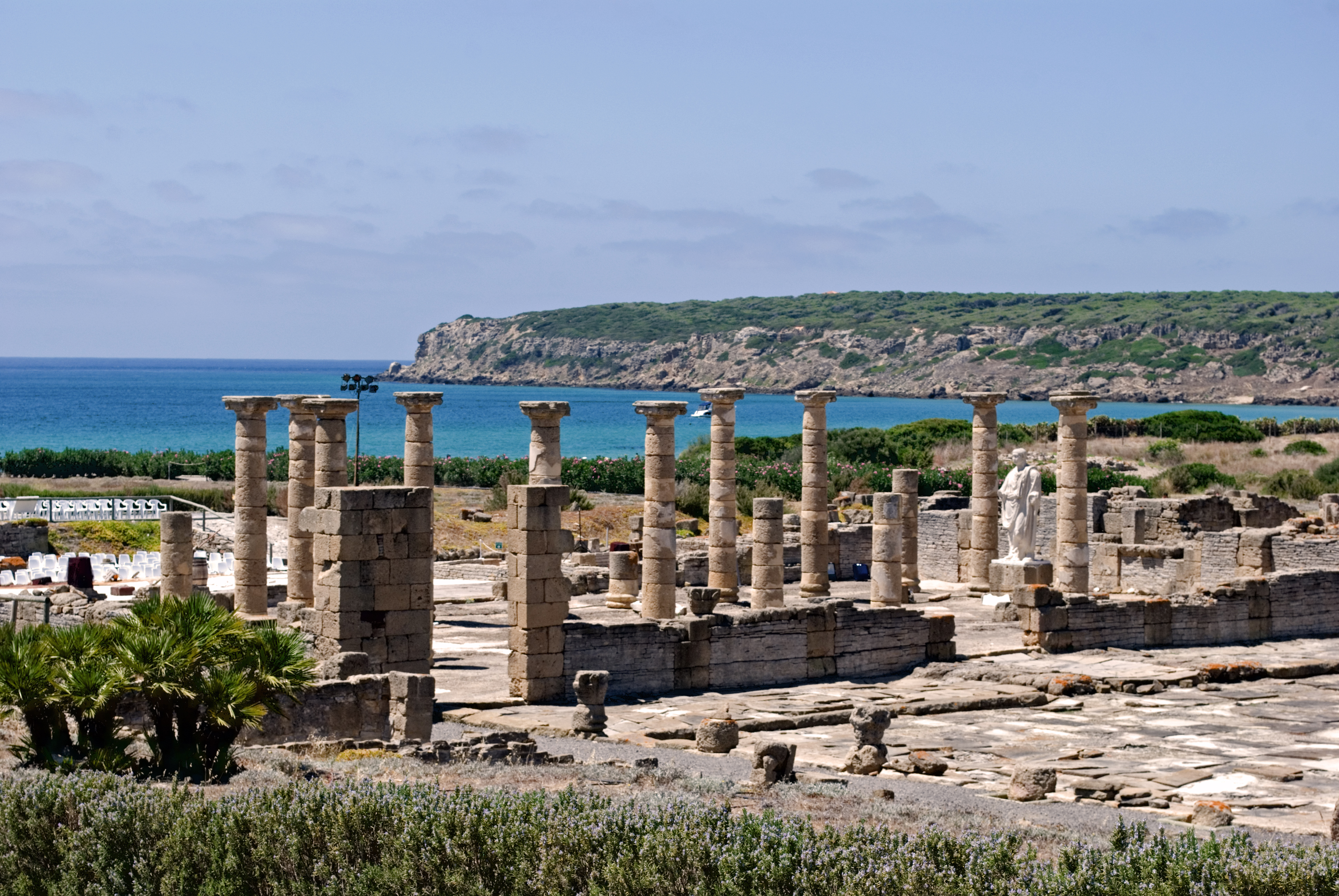
Baelo Claudia.

Junto a la playa se encuentran las ruinas de la antigua ciudad romana de Baelo Claudia, en excelente estado de conservación. La ciudad fue creada a partir de un asentamiento fenicio, ya a finales del s.II a.c., y un año más tarde, la ciudad alcanzó su máximo esplendor. Tuvo gran importancia como puerto marítimo, al ser el nexo de unión con África, aunque fue la almadraba la que proporcionaba a la ciudad su principal actividad económica. En el año 1917 fue descubierta por un arqueólogo francés, y en el año 2013 cuatro estudiantes de la Universidad de Cádiz descubrieron la fórmula para la elaboración del garum, que fue la salsa impulsora de la pesca del atún, ya que desde aquí se exportaba a todo el imperio romano; es decir, fueron pioneros en la producción y comercialización de conservas de pescado. Actualmente se ha construido un centro de visitantes y un museo, los cuales pueden ser visitados junto al yacimiento todos los días (excepto los lunes), de forma gratuita. Se cree que es esta ciudad romana la que le da el nombre a la playa. De Baelo a Baelonia hasta hoy Bolonia.

## Duna de Bolonia

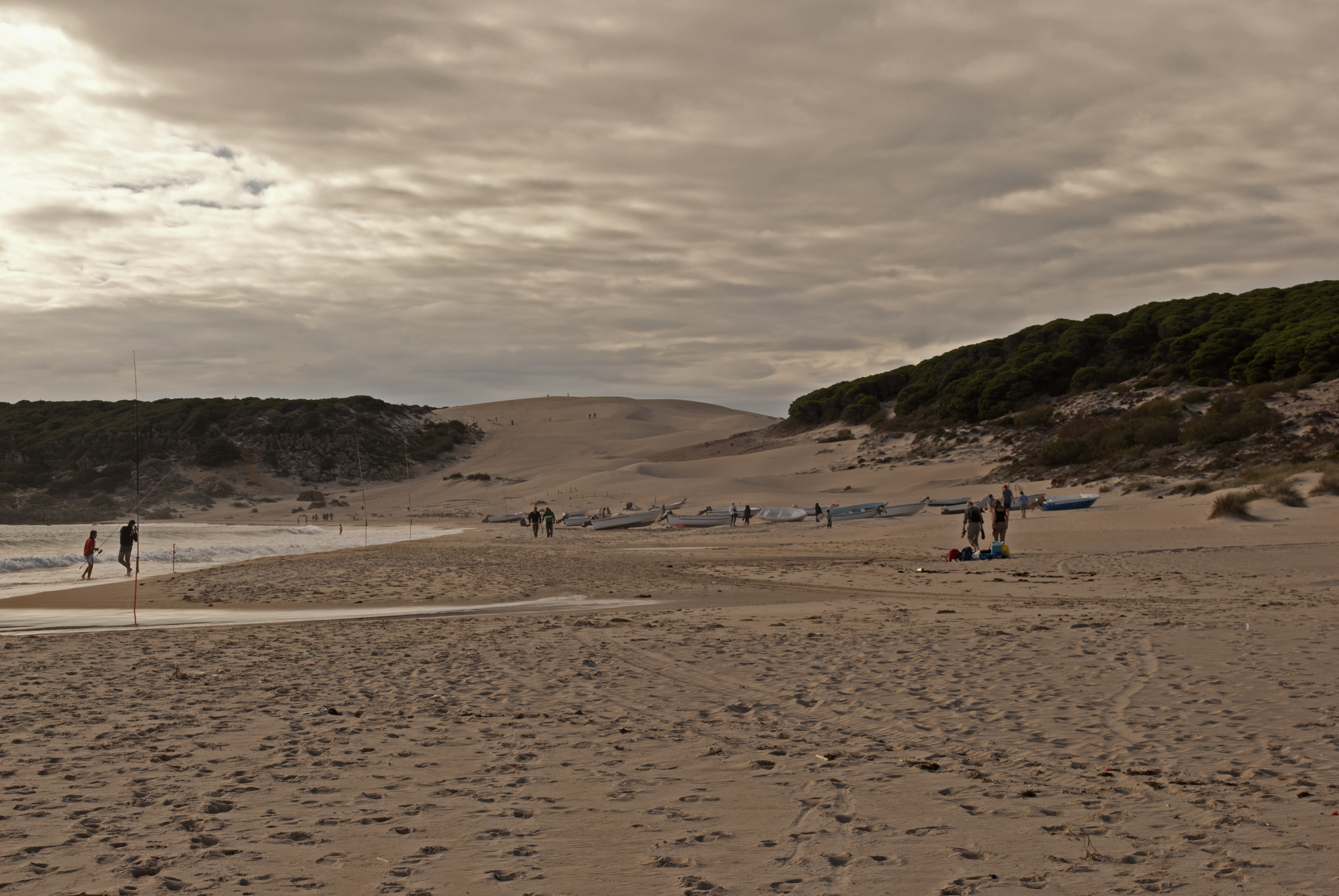
Playa con la duna al fondo.

En el sector oeste de la playa se encuentra la duna de Bolonia, monumento natural declarado en 2001 y de gran importancia ecológica.
El sistema dunar de Bolonia es tremendamente móvil e impide de forma natural el establecimiento de especies vegetales salvo el barrón, especie adaptada al enterramiento que ayuda al mantenimiento de la duna. Las partes más internas de las dunas se encuentran pobladas por pino piñonero, procedente de repoblaciones, con un sotobosque de sabina, lentisco y enebro marítimo. El continuo avance de la arena provoca la muerte por sepultamiento de los pinos; sin embargo, este avance es natural y las actuales medidas conservacionistas aconsejan que no sea impedido.